# Cratere Melanie
Melanie  è un cratere sulla superficie di Venere.